# 艾莉西亞·席薇史東
艾莉西亞·席薇史東（英語：Alicia Silverstone，發音： /əˈliːsiə ˈsɪlvərstoʊn/，1976年10月4日—）是一位美國女演員、作家及模特兒，知名於電影《獨領風騷》（1995年）以及《蝙蝠俠4：急凍人》（1997年）的精湛演出。曾在史密斯飛船樂團歌曲〈Cryin'〉MV中演出。
2003年憑藉NBC短命電視劇《俏紅娘》入圍金球奖音乐及喜剧类剧集最佳女主角。

## 外部連結
- 艾莉西亞·席薇史東在互联网电影资料库（IMDb）上的資料（英文）
- Alicia Silverstone的Instagram帳戶